# Рогатинська міська рада
Рогати́нська міська́ ра́да — адміністративно-територіальна одиниця та орган місцевого самоврядування в Рогатинському районі Івано-Франківської області. Адміністративний центр — місто Рогатин.

## Загальні відомості
- Територія ради: 15 км²
- Населення ради: 7991 особа (станом на 2015 рік)[1]
- Територією ради протікає річка Гнила Липа

## Населені пункти
Міській раді підпорядковані населені пункти:
- м. Рогатин

## Склад ради
Рада складається з 26 депутатів та голови.
- Голова ради: Насалик Сергій Степанович
- Секретар ради: Богун Галина Степанівна

### Керівний склад попередніх скликань
| Прізвище, ім'я, по батькові  | Основні відомості                                                                            | Дата обрання | Дата звільнення |
| ---------------------------- | -------------------------------------------------------------------------------------------- | ------------ | --------------- |
| Штогрин Володимир Васильович | Міський голова, 1967 року народження, член Української Народної Партії                       | 26.03.2006   | 31.10.2010      |
| Гусак Володимир Степанович   | Міський голова, 1959 року народження, освіта вища, член Всеукраїнського об'єднання «Свобода» | 31.10.2010   | 12.11.2015      |
| Насалик Сергій Степанович    | Міський голова, 1974 року народження, освіта вища, член Української партії                   | 12.11.2015   |                 |

Примітка: таблиця складена за даними сайту Верховної Ради України та ЦВК

### Депутати VII скликання
За результатами місцевих виборів 2015 року депутатами ради стали:

#### За суб'єктами висування
| Суб'єкт висування                                          | Кількість обраних депутатів | %     |
| ---------------------------------------------------------- | --------------------------- | ----- |
| Політична партія Всеукраїнське об'єднання «Батьківщина»    | 4                           | 15.38 |
| Українська партія                                          | 4                           | 15.38 |
| Партія Блок Петра Порошенка «Солідарність»                 | 4                           | 15.38 |
| Політична партія «Українське Об'єднання патріотів — УКРОП» | 3                           | 11.54 |
| Політична партія «Громадянська позиція»                    | 3                           | 11.54 |
| Політична партія «Воля»                                    | 3                           | 11.54 |
| Політична партія Народний Рух України                      | 3                           | 11.54 |
| Політична партія Всеукраїнське об'єднання «Свобода»        | 2                           | 7.69  |

#### За округами
| № округу                                                   | Прізвище, ім'я, по батькові     | Дата нар.  | Освіта              | Партійна приналежність                                        | Відомості |
| ---------------------------------------------------------- | ------------------------------- | ---------- | ------------------- | ------------------------------------------------------------- | --- |
| ПАРТІЯ "БЛОК ПЕТРА ПОРОШЕНКА «СОЛІДАРНІСТЬ»                |                                 |            |                     |                                                               | |
| пк                                                         | Винник Тетяна Романівна         | 22.05.1964 | вища                | безпартійна                                                   | Приватний підприємець |
| 11                                                         | Івахів Андріан Мирославович     | 29.12.1970 | вища                | безпартійний                                                  | тимчасово не працює |
| 12                                                         | Ставничий Ігор Володимирович    | 10.03.1971 | вища                | безпартійний                                                  | Товариство з обмеженою відповідальністю фірма «ІМА», директор                                                                  |
| 5                                                          | Малецький Любомир Остапович     | 12.09.1961 | вища                | безпартійний                                                  | Товариство з обмеженою відповідальністю «Інтергарант», директор                                                                |
| політична партія Всеукраїнське об'єднання «Батьківщина»    |                                 |            |                     |                                                               | |
| пк                                                         | Будз Володимир Іванович         | 24.02.1966 | вища                | член політичної партії Всеукраїнське об'єднання «Батьківщина» | Підприємство «Тернопільгаз», голова наглядової ради                                                                            |
| 1                                                          | Іванішин Ярослав Миколайович    | 25.11.1948 | вища                | безпартійний                                                  | пенсіонер |
| 5                                                          | Гук Ігор Іванович               | 11.07.1966 | вища                | безпартійний                                                  | ТзОВ «Альфа», головний бухгалтер                                                                                               |
| 15                                                         | Країнська Уляна Ярославівна     | 10.01.1969 | вища                | безпартійна                                                   | Приватний підприємець |
| Українська партія                                          |                                 |            |                     |                                                               | |
| пк                                                         | Сорока Юрій Йосипович           | 11.02.1963 | вища                | член Української партії                                       | Приватний підприємець |
| 26                                                         | Морозіцький Петро Радіонович    | 31.03.1971 | вища                | безпартійний                                                  | Рогатинська ЦРЛ, лакар-анастезіолог                                                                                            |
| 2                                                          | Лялька Любомир Богданович       | 13.02.1967 | професійно-технічна | член Української партії                                       | ПВП «Укрлісекспорт», заступник директора                                                                                       |
| 19                                                         | Кушнір Тетяна Іванівна          | 11.03.1976 | вища                | безпартійна                                                   | Рогатинська ЦРЛ, лікар |
| Політична партія «Воля»                                    |                                 |            |                     |                                                               | |
| пк                                                         | Звіришин Христина Володимирівна | 08.04.1980 | вища                | безпартійна                                                   | Рогатинська ЗОШ № 2, вчитель                                                                                                   |
| 7                                                          | Смеркло Ігор Романович          | 15.10.1966 | загальна середня    | безпартійний                                                  | Приватний підприємець |
| 10                                                         | Богун Галина Степанівна         | 23.11.1969 | вища                | член Політичної партії «Воля»                                 | Рогатинська районна газета «Голос Опілля», журналіст                                                                           |
| Політична партія «Громадянська позиція»                    |                                 |            |                     |                                                               | |
| пк                                                         | Мельник Андрій Зіновійович      | 18.01.1981 | вища                | безпартійний                                                  | ТзОВ "Франківськбуд, директор                                                                                                  |
| 9                                                          | Сидор Олег Васильович           | 15.12.1983 | вища                | безпартійний                                                  | приватний підприємець |
| 17                                                         | Попель Володимир Богданович     | 03.11.1963 | професійно-технічна | безпартійний                                                  | приватний підприємець |
| політична партія Народний Рух України                      |                                 |            |                     |                                                               | |
| пк                                                         | Миць Василь Володимирович       | 26.03.1971 | вища                | член політичної партії Народний Рух України                   | КП Благоустрій-Р, начальник |
| 25                                                         | Стахура Юрій Васильович         | 09.03.1966 | загальна середня    | член політичної партії Народний Рух України                   | Рогатинська міська рада, водій                                                                                                 |
| 13                                                         | Кінаш Олег Іванович             | 17.06.1947 | вища                | член політичної партії Народний Рух України                   | Рогатинський РЕМ, диспетчер |
| ПОЛІТИЧНА ПАРТІЯ «УКРАЇНСЬКЕ ОБ'ЄДНАННЯ ПАТРІОТІВ — УКРОП» |                                 |            |                     |                                                               | |
| пк                                                         | Галушка Тарас Володимирович     | 02.03.1984 | вища                | безпартійний                                                  | Рогатинський районний відділ управління Міністерства внутрішніх справ, опер уповноважений кримінальної міліції у справах дітей |
| 22                                                         | Боянівський Богдан Михайлович   | 29.01.1982 | вища                | безпартійний                                                  | Школа інтернат, вчитель |
| 21                                                         | Сидоренко Іван Іванович         | 06.02.1982 | вища                | безпартійний                                                  | Товариство з обмеженою відповідальністю «Росан-Агро», економіст                                                                |
| політична партія Всеукраїнське об'єднання «Свобода»        |                                 |            |                     |                                                               | |
| пк                                                         | Майка Богдан Петрович           | 12.06.1958 | професійно-технічна | член політичної партії Всеукраїнське об'єднання «Свобода»     | тимчасово не працює |
| 1                                                          | Дарміць Тетяна Іванівна         | 24.05.1992 | вища                | член політичної партії Всеукраїнське об'єднання «Свобода»     | Чернівський НВК Рогатинського району, вчитель                                                                                  |

### Депутати VI скликання
За результатами місцевих виборів 2010 року депутатами ради стали:

#### За суб'єктами висування
| Суб'єкт висування                                       | Кількість обраних депутатів | %    |
| ------------------------------------------------------- | --------------------------- | ---- |
| Політична партія «Наша Україна»                         | 9                           | 25   |
| Українська партія                                       | 6                           | 16,7 |
| Політична партія Народний Рух України                   | 4                           | 11,1 |
| Політична партія Всеукраїнське об'єднання «Свобода»     | 3                           | 8,3  |
| Українська Народна Партія                               | 3                           | 8,3  |
| Партія регіонів                                         | 2                           | 5,6  |
| Політична партія Всеукраїнське об'єднання «Батьківщина» | 2                           | 5,6  |
| Політична партія «Сильна Україна»                       | 2                           | 5,6  |
| Політична партія «Фронт Змін»                           | 2                           | 5,6  |
| Аграрна партія України                                  | 1                           | 2,8  |
| Єдиний Центр                                            | 1                           | 2,8  |
| Народна партія                                          | 1                           | 2,8  |

#### За округами
| № округу                                                | Прізвище, ім'я, по батькові     | Дата визнання обраним | Освіта             | Партійна приналежність                        | Відомості про обраного депутата                                         |
| ------------------------------------------------------- | ------------------------------- | --------------------- | ------------------ | --------------------------------------------- | ----------------------------------------------------------------------- |
| Аграрна партія України                                  |                                 |                       |                    |                                               |                                                                         |
| 10                                                      | Богач Олександр Федорович       | 03.11.2010            | вища               | позапартійний                                 | АФ «Торговий комплекс», директор                                        |
| Єдиний Центр                                            |                                 |                       |                    |                                               |                                                                         |
| 12                                                      | Савка Степан Михайлович         | 03.11.2010            | середня спеціальна | член Єдиного Центру                           | ТзОВ «Сервісбуд-С», директор                                            |
| Народна Партія                                          |                                 |                       |                    |                                               |                                                                         |
| 15                                                      | Капітанчук Валерій Діонізійович | 03.11.2010            | вища               | позапартійний                                 | тимчасово не працює                                                     |
| Партія регіонів                                         |                                 |                       |                    |                                               |                                                                         |
| б/м                                                     | Даньків Василь Володимирович    | 03.11.2010            | вища               | позапартійний                                 | ТзОВ Рогатинська «Нафтобаза», генеральний директор                      |
| б/м                                                     | Грешко Марія Іванівна           | 03.11.2010            | вища               | позапартійна                                  | Рогатинська загальноосвітня школа І-ІІІ ст. № 2, директор               |
| Політична партія Всеукраїнське об'єднання «Батьківщина» |                                 |                       |                    |                                               |                                                                         |
| б/м                                                     | Борецький Ігор Васильович       | 03.11.2010            | вища               | член Всеукраїнського об'єднання «Батьківщина» | Рогатинська міська рада, заступник міського голови                      |
| б/м                                                     | Кравець Тетяна Петрівна         | 03.11.2010            | вища               | член Всеукраїнського об'єднання «Батьківщина» | відділ освіти Рогатинської райдержадміністрації, інспектор              |
| Політична партія Всеукраїнське об'єднання «Свобода»     |                                 |                       |                    |                                               |                                                                         |
| б/м                                                     | Мельник Андрій Зіновійович      | 03.11.2010            | вища               | член Всеукраїнського об'єднання «Свобода»     | Франківськ- технобуд, директор                                          |
| б/м                                                     | Падучак Дмитро Іванович         | 03.11.2010            | вища               | член Всеукраїнського об'єднання «Свобода»     | приватний підприємець                                                   |
| б/м                                                     | Магмет Петро Миронович          | 03.11.2010            | середня спеціальна | член Всеукраїнського об'єднання «Свобода»     | ТзОВ ’’Голд Дроп", майстер цеху                                         |
| Політична партія Народний Рух України                   |                                 |                       |                    |                                               |                                                                         |
| б/м                                                     | Висоцький Григорій Семенович    | 03.11.2010            | середня            | позапартійний                                 | приватний підприємець                                                   |
| 2                                                       | Мандрона Зоряна Степанівна      | 03.11.2010            | вища               | член Народного Руху України                   | Рогатинська міська рада, адміністратор                                  |
| 4                                                       | Миць Василь Володимирович       | 03.11.2010            | середня            | член Народного Руху України                   | КП «Благоустрій-Р», начальник                                           |
| 9                                                       | Колос Світлана Михайлівна       | 03.11.2010            | вища               | позапартійна                                  | Рогатинська міська рада, спеціаліст                                     |
| Політична партія «Наша Україна»                         |                                 |                       |                    |                                               |                                                                         |
| б/м                                                     | Сидоренко Іван Іванович         | 03.11.2010            | вища               | член Політичної партії «Наша Україна»         | ДПМК «Росана», економіст                                                |
| б/м                                                     | Попель Володимир Богданович     | 03.11.2010            | вища               | член Політичної партії «Наша Україна»         | приватний підприємець                                                   |
| б/м                                                     | Горинь Лілія Михайлівна         | 03.11.2010            | вища               | позапартійна                                  | Рогатинська ШЕВУ, керівник танцюваль ного колективу                     |
| 1                                                       | Іванішин Ярослав Миколайович    | 03.11.2010            | вища               | позапартійний                                 | пенсіонер                                                               |
| 5                                                       | Звіришин Христина Володимирівна | 03.11.2010            | вища               | член Політичної партії «Наша Україна»         | Рогатинська загальноосвітня школа № 2, вчитель                          |
| 7                                                       | Івахів Андріан Мирославович     | 03.11.2010            | вища               | позапартійний                                 | ТзОВ «Галтекс», директор                                                |
| 11                                                      | Базюк Ганна Михайлівна          | 03.11.2010            | вища               | позапартійна                                  | Рогатинська міська рада, секретар                                       |
| 16                                                      | Марко Вітослава Петрівна        | 03.11.2010            | вища               | позапартійна                                  | Рогатинська ЦРЛ, лікар                                                  |
| 17                                                      | Винник Тетяна Романівна         | 03.11.2010            | вища               | позапартійна                                  | приватний підприємець                                                   |
| Політична партія «Сильна Україна»                       |                                 |                       |                    |                                               |                                                                         |
| б/м                                                     | Бабій Ігор Орестович            | 03.11.2010            | вища               | член Політичної партії «Сильна Україна»       | Рогатинська гімназія, вчитель                                           |
| 18                                                      | Челядин Юрій Іванович           | 03.11.2010            | вища               | член Політичної партії «Сильна Україна»       | приватний підприємець                                                   |
| Політична партія «Фронт Змін»                           |                                 |                       |                    |                                               |                                                                         |
| б/м                                                     | Микитчин Петро Степанович       | 03.11.2010            | вища               | член Політичної партії «Фронт Змін»           | Рогатинська міська рада, юрист                                          |
| б/м                                                     | Клід Віктор Іванович            | 03.11.2010            | вища               | член Політичної партії «Фронт Змін»           | ПАТ «Прикарпаттяобленерго», юрист Рогатинського РЕМ                     |
| Українська Народна Партія                               |                                 |                       |                    |                                               |                                                                         |
| б/м                                                     | Генега Мирослава Василівна      | 03.11.2010            | вища               | член Української Народної Партії              | Рогатинська спеціалізована загальноосвітня школа І-ІІІ ст.№ 1, директор |
| б/м                                                     | Яновський Богдан Антонович      | 03.11.2010            | вища               | член Української Народної Партії              | Рогатинська гімназія ім. Володимира Великого, вчитель                   |
| 8                                                       | Рихлевич Олег Михайлович        | 03.11.2010            | вища               | член Української Народної Партії              | Рогатинська ЦРЛ, лікар                                                  |
| Українська партія                                       |                                 |                       |                    |                                               |                                                                         |
| б/м                                                     | Сорока Юрій Йосипович           | 03.11.2010            | середня            | член Української партії                       | ТзОВ «Автохім- сервіс», директор                                        |
| б/м                                                     | Рошкевич Михайло Петрович       | 03.11.2010            | вища               | член Української партії                       | ВАТ Укртелеком, начальник вузла електрозв'язку                          |
| 3                                                       | Окрепка Валентина Миколаївна    | 03.11.2010            | вища               | член Української партії                       | приватний підприємець                                                   |
| 6                                                       | Іванців Олег Мирославович       | 03.11.2010            | вища               | член Української партії                       | приватний підприємець                                                   |
| 13                                                      | Билів Микола Миколайович        | 03.11.2010            | вища               | член Української партії                       | ТзОВ «Укрлісекспорт»                                                    |
| 14                                                      | Куп'як Роман Михайлович         | 03.11.2010            | вища               | член Української партії                       | ТзОВ «Галпласт», керівник відділу збуту                                 |